# Инха-2
Инха-2 (кор. 은하-2호, 銀河-2 — Чумацький шлях) — північнокорейська ракета-носій. Цивільна версія міжконтинентальної балістичної ракети Тепходон-2.
|   | Запуск            | Стартовий майданчик | Вантаж        | Статус                           |
| 1 | 5 квітня 2009     | Тонхе               | Кванмьонсон-2 | Не досягнуто запланованої орбіти |
| 2 | 12-16 квітня 2012 | Сохе                | Кванмьонсон-3 | Заплановано                      |